# Заграва (хор)

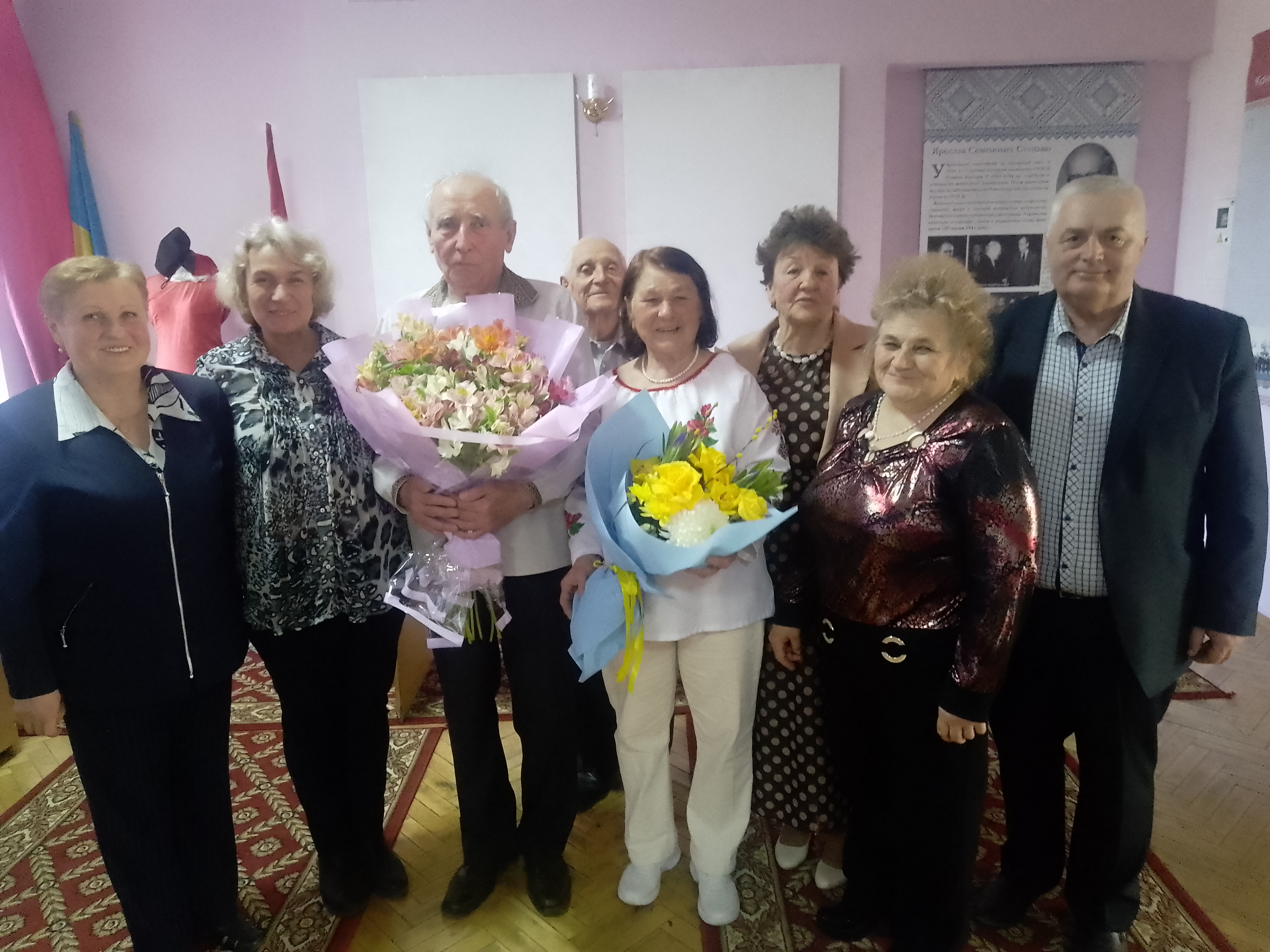
Хор Заграва вітає Дем'яна Чернеця з 80-літтям

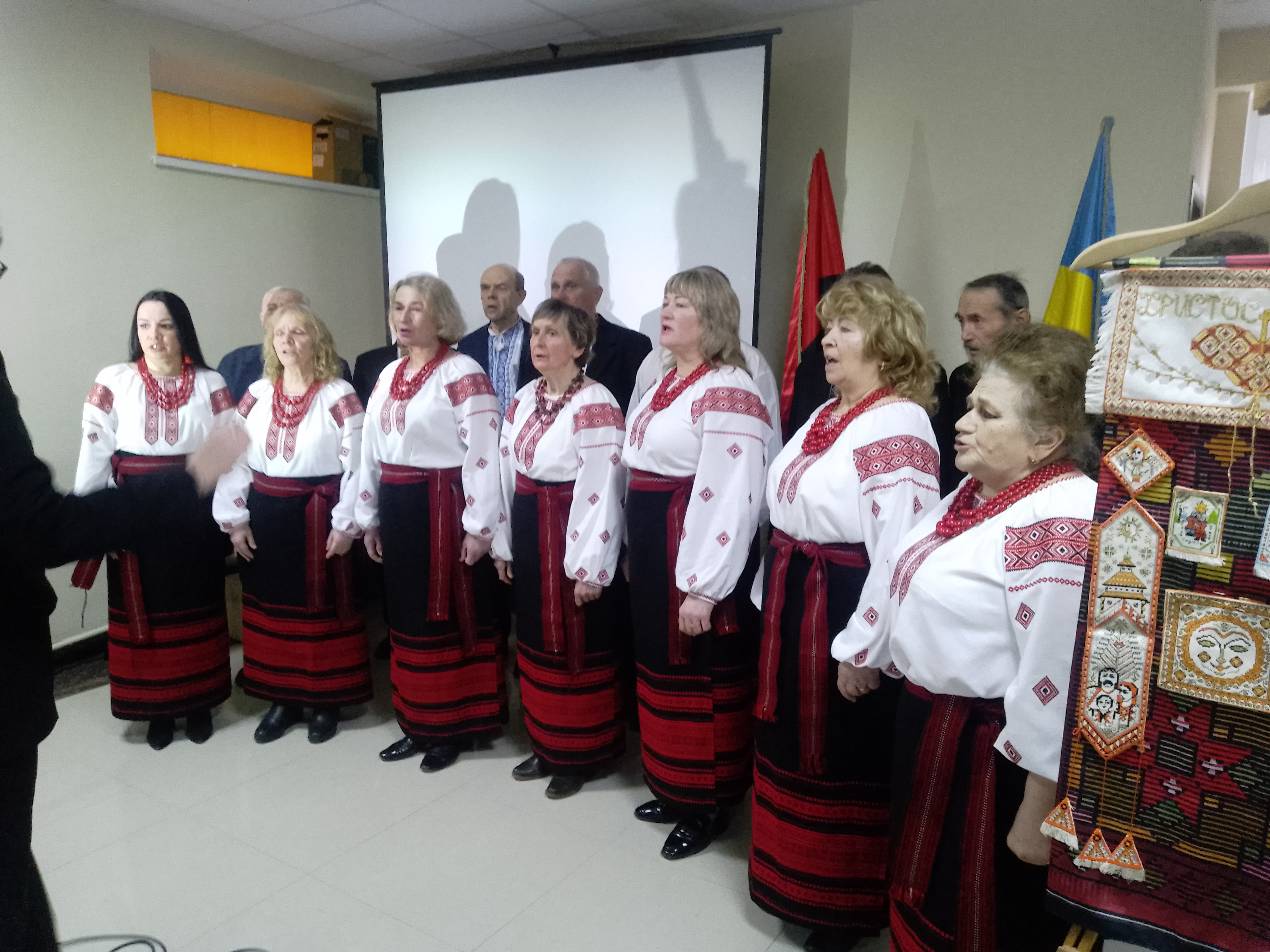
Хор «Заграва» на заході «Посестри»

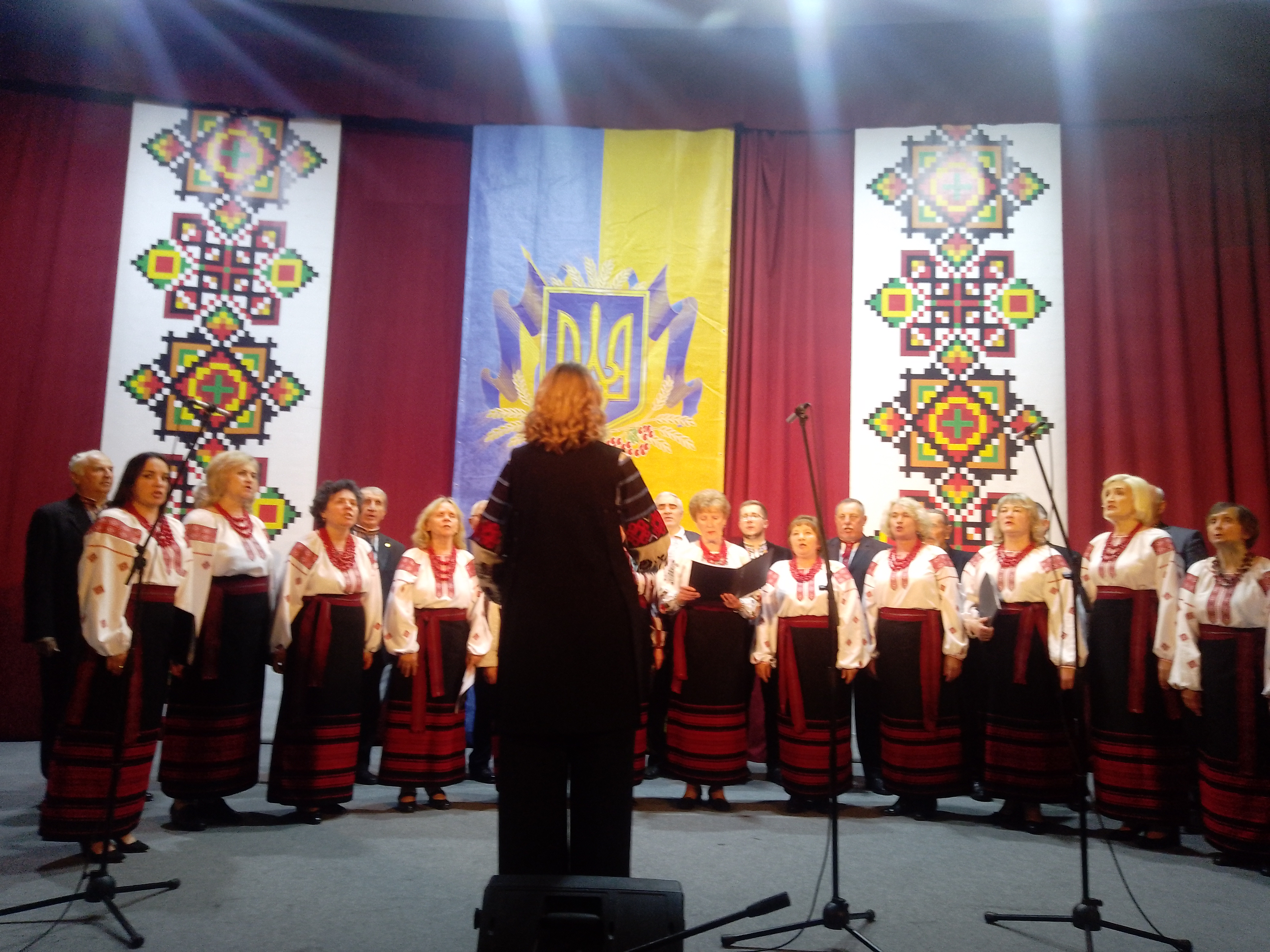
Хористи вшановують День Героїв (2025)

«Заграва» — народний аматорський хор національно-патріотичної пісні. Премія імені Братів Лепких (2002). Заснований 1989 у м. Тернопіль.

## Історія
Хор об'єднує колишніх учасників національно-визвольної боротьби 1940-х і симпатиків національної ідеї. Виступав на урочинах у Тернополі й області та в інших регіонах України, в т. ч. на фестивалі «Повстанські ночі» на Рівненщині, під час відкриття 2-го і 3-го з'їздів УРП, Великих зборів Конгресу українських націоналістів у ПК «Україна», перед будівлею ВР України в день проголошення незалежності України (1991), у дні святкування 1950-х і 1960-х роковин УПА в Києві. У 1998 році хор концертував у Польщі.
Спочатку виник невеликий співочий ансамбль, що виступав перед громадськістю міста Тернополя на Співочому полі, на Театральному майдані, у палаці культури «Березіль», у містах і селах області. Подружжя Євдокія й Петро Кекиші, Ганна і Петро Кудли, Іван Веселовський, Марія Білоус, Зіновій Льондер, Петро Каспрук, Надія Каменюк, Люба Павелко та патріоти молодшого покоління — ті, чиєю доброю волею зродилася «Заграва».
24 серпня 1991 року Гімн вільного українського народу «Ще не вмерла Україна» перед будівлею українського парламенту першою виконала тернопільська «Заграва».
18 червня 2014 року в Українському домі «Перемога» громадськість Тернополя відзначила 25-річчя діяльності «Заграви».

## Репертуар
У репертуарі хору — більше тисячі національно патріотичних пісень та понад 1500 концертів.

### Найпомітніші твори
Гімн України, «Ой, у лузі червона калина» Степана Чарнецького, «Чуєш, брате мій» Богдана Лепкого, пісні Січових стрільців і воїнів ОУН-УПА відомих і невідомих авторів, історичні пісні («Пісня про Мазепу», «Ой, з-за гори, з-за лиману», «Гей , браття-козаки» Степана Руданського, «Вкраїно-мати, кат сконав» Кирила Стеценка тощо), пісні на слова Тараса Шевченка і про Тараса Шевченка («Заповіт», «Реве та стогне Дніпр широкий», «Думи мої», «Зоре моя вечірняя»), низка колядок і молитов («Отче наш», «Єдинородний сину», «У Вифлеємі нині новина», «Нова радість стала», «Добрий вечір тобі, пане господарю», пісні про Романа Шухевича та Степана Бандеру.

## Керівники
- старости хору: Надія Каменюк (1989–2011), Ольга Цеплик (від 2011)
- художній керівник: Оксана Шуфліта та Юлія Бек

## Галерея

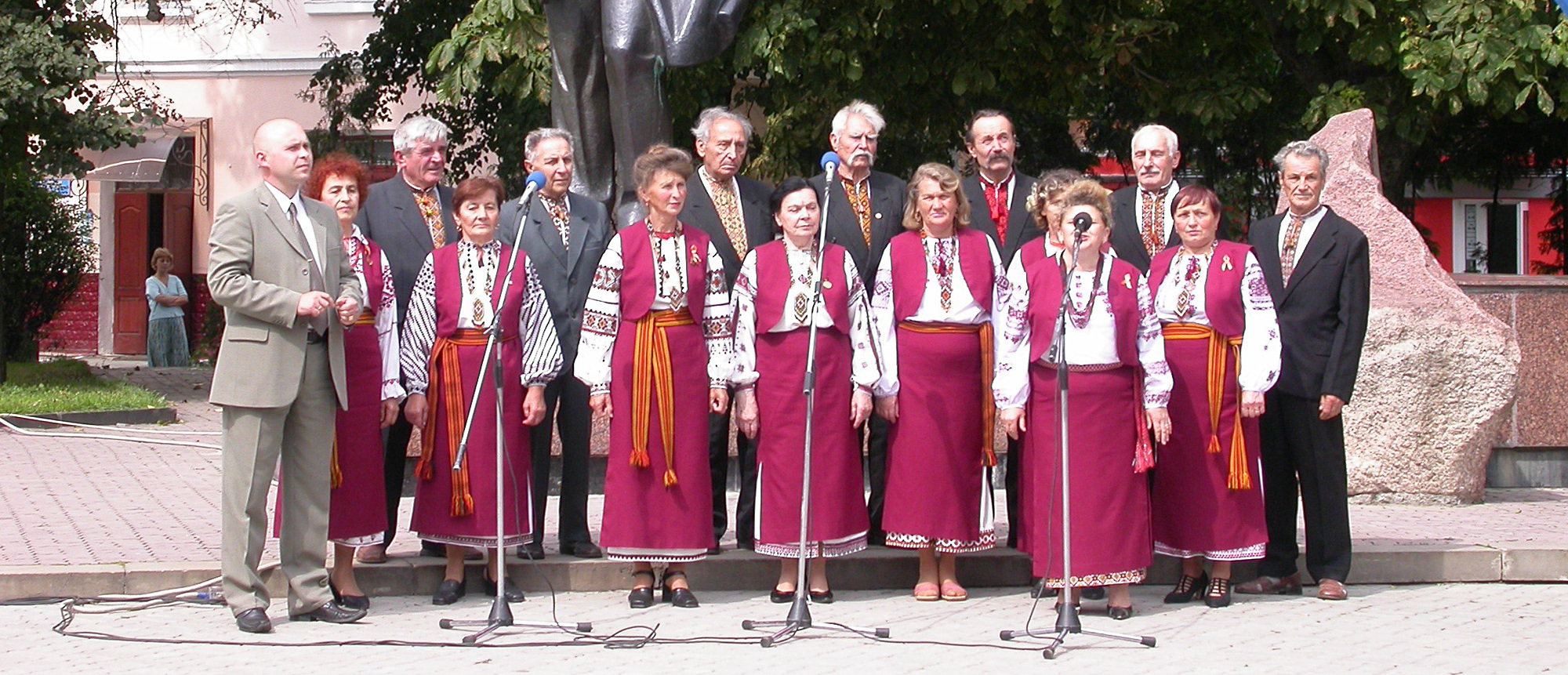
На урочинах пам'яті Івана Франка (2004 р.)
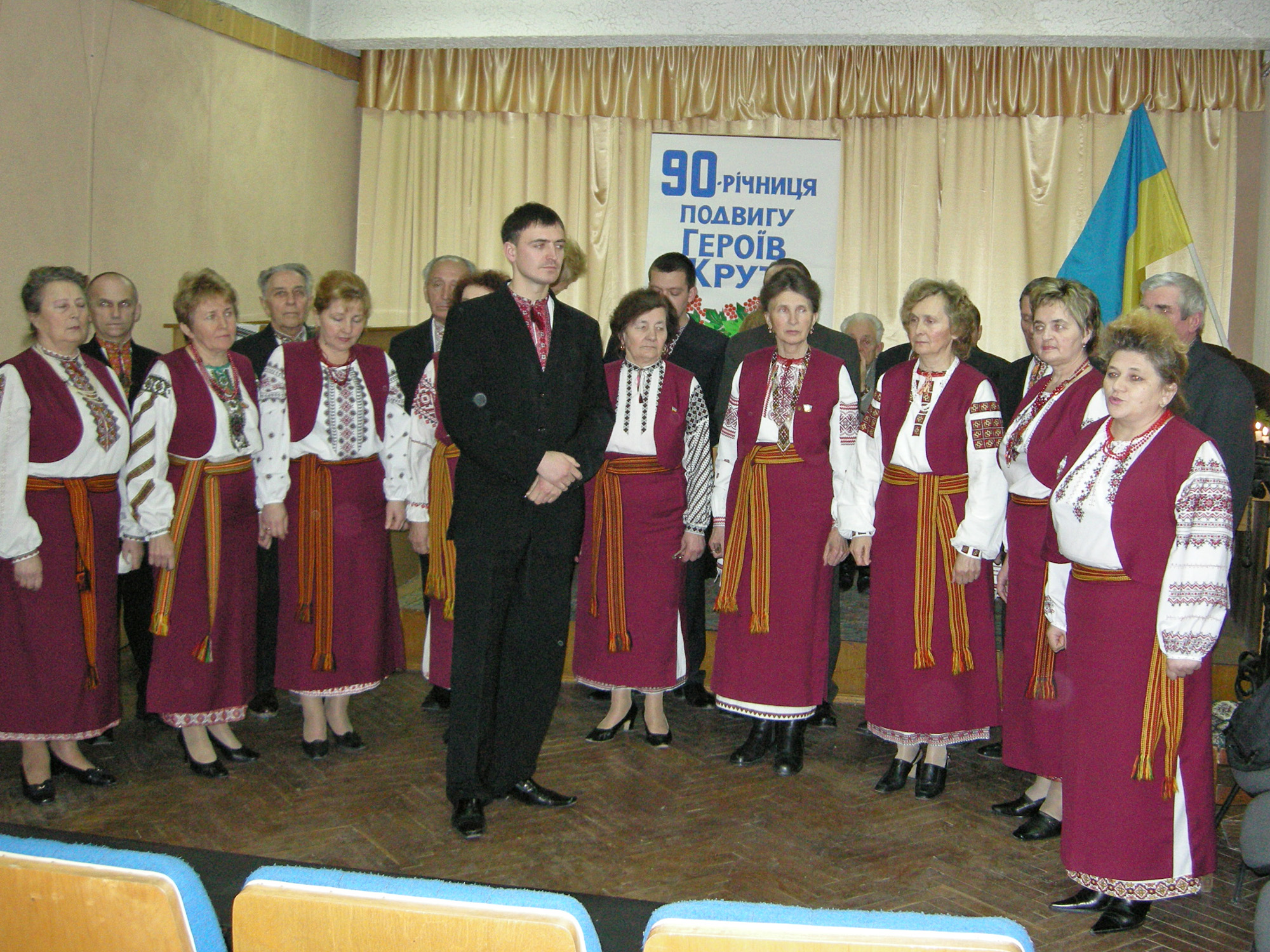
На урочинах 90-річчя подвигу Героїв Крут (2008 р.)
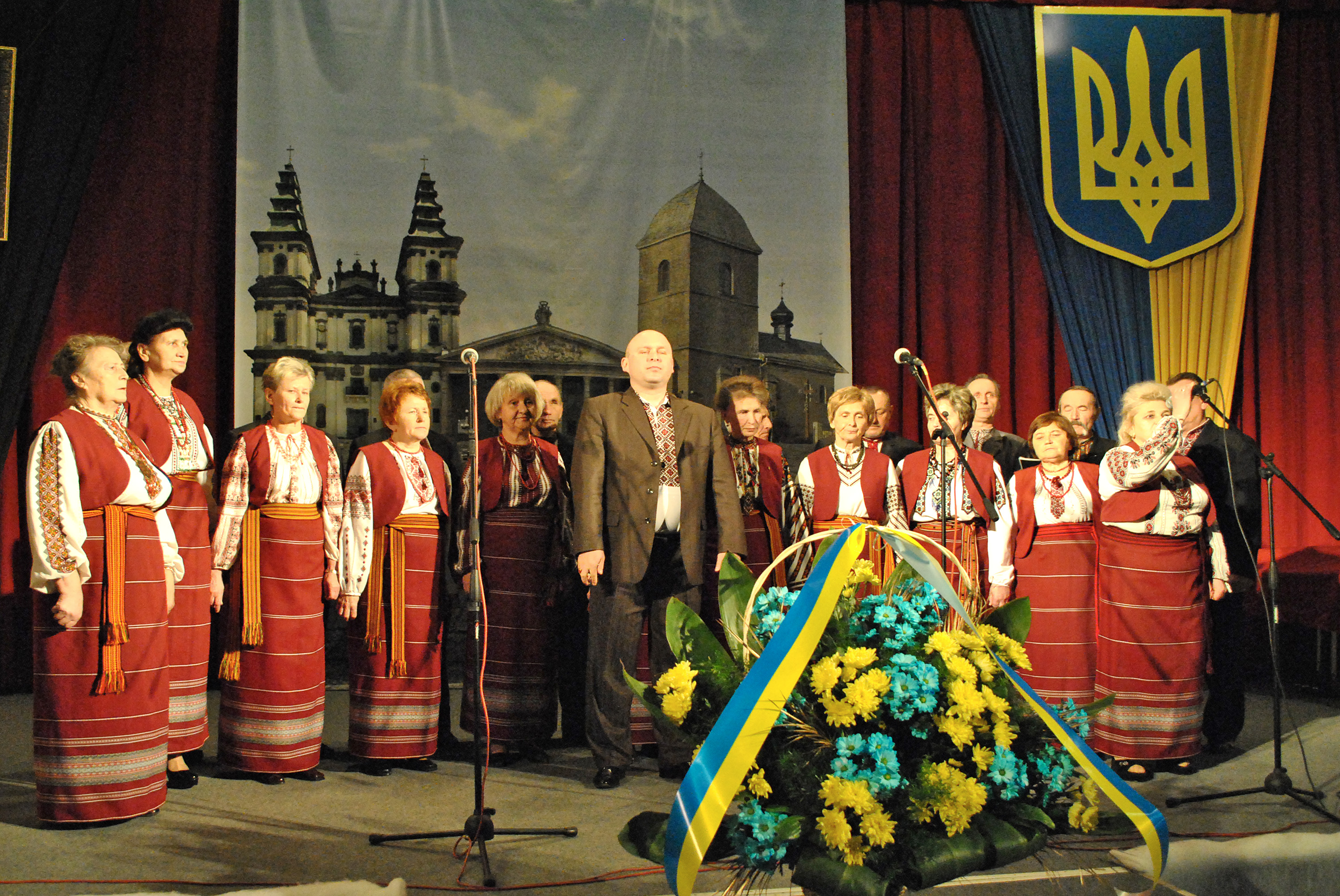
Урочиста академія з нагоди 105-ї річниці від дня народження провідника ОУН Степана Бандери (2014 р.)